# Элена Ферранте
Элена Ферранте (итал. Elena Ferrante; род. 5 апреля 1943, Неаполь) — псевдоним итальянской писательницы, автора романов «Моя гениальная подруга», «История нового имени», «Те, кто уходит, и те, кто остается», «История о пропавшем ребенке», «Лживая взрослая жизнь», «Незнакомая дочь» и «Дни одиночества». В 2016 году Ферранте вошла в число 100 самых влиятельных людей в мире по версии еженедельника Time.

## Неаполитанский квартет
Мировая слава пришла к Элене Ферранте с выходом романа «Моя гениальная подруга» — первой части тетралогии «Неаполитанский квартет» о жизни двух девочек из бедного неаполитанского квартала. Тетралогия о Лену Греко и Лиле Черулло была переведена на 45 языков, вышла в 50 странах. «Моя гениальная подруга» — первая книга цикла — была опубликована итальянским издательством Edizioni e/o Dal Mondo 19 октября 2011 года. Во всем мире было продано свыше 18 миллионов экземпляров. На русском языке «Моя гениальная подруга» вышла в 2017 году в издательстве «Синдбад».

## Биография и анонимность
Родилась и выросла в Неаполе, получила высшее филологическое образование. Своим любимым писателем называет Эльзу Моранте. Считается, что Элена Ферранте — творческий псевдоним, но автор не подтверждает и не опровергает эту теорию. Существует несколько гипотез относительно того, кто скрывается за именем Ферранте — некоторые предполагают, что это супруги Сандро Ферри и Сандра Оццола, возглавляющие итальянское издательство Edizioni e/o, в котором опубликованы все книги Ферранте. Другая версия состоит в том, что это известный итальянский писатель и сценарист; версия изложена в материале итальянского репортера, опубликованном одновременно в нескольких изданиях в 2016 году. Он сделал такой вывод на основании налоговых деклараций издательства и Аниты Райя. Ни автор, ни издательство не ответили на эти публикации.
Вся официальная информация об Элене Ферранте содержится в книге «Фрагменты» (La Frantumaglia): туда вошли письма издателям, эссе и редкие интервью писательницы. Ферранте не раз объясняла, почему она выбрала анонимность: по мнению писательницы, сохранение инкогнито позволяет ей сосредоточиться исключительно на книгах – и позволяет читателям воспринимать их в отрыве от личности автора, которая так или иначе накладывает отпечаток.

## Экранизации
Фильм по первому роману Ферранте L’amore molesto («Любовь в тягость») участвовал в конкурсе 48-го Каннского кинофестиваля. Роман был номинирован на престижные итальянские премии, в том числе «Стрега» и «Артемизия».
Следующий роман I giorni dell’abbandono («Дни одиночества») был среди финалистов премии «Виареджо», снятый по нему фильм демонстрировали на Международном Венецианском кинофестивале.
За экранизацию «Моей гениальной подруги» в 2018 году взялся канал HBO, режиссёром стал Саверио Костанцо, ранее получивший два приза Венецианского кинофестиваля и номинацию на «Золотого льва» за работу над психологической драмой «Голодные сердца» (2014). Элена Ферранте выступила в качестве сценариста. Она настояла на том, что все актёры должны свободно владеть неаполитанским диалектом, который заметно отличается от литературного итальянского, поскольку в книгах большинство героев говорят именно на нем. HBO пошёл Ферранте на встречу, поэтому даже в Италии «Моя гениальная подруга» транслировалась с субтитрами. Трансляция первого сезона началась в ноябре 2018.
Главные женские роли исполнили актрисы Элиза дель Дженио (Лену Греко в детстве), Маргерита Маццукко (повзрослевшая Лену Греко), Людовика Насти (Лила Черулло в детстве) и Гая Джираче (повзрослевшая Лила Черулло).
В 2020 году вышел фильм «Незнакомая дочь». Главные роли сыграли Дакота Джонсон и Оливия Колман.
В 2023 году на экраны выйдет сериал «Лживая взрослая жизнь».

## Премии
В 2014 году «История нового имени» — вторая часть Неаполитанского квартета — получила премию в США за лучший перевод.
В 2015 году «История о пропавшем ребенке» — четвёртая часть Неаполитанского квартета — вошла в тройку финалистов престижной итальянской книжной премии «Стрега», а также попал в десятку лучших романов по версии The New York Times.
В 2016 году заключительный том неаполитанского цикла попал в шортлист международной премии Man Booker Prize.
Журнал Time включил Элену Ферранте в свой список 100 самых влиятельных людей мира (май 2016 года).
9 октября 2021 года Элена Ферранте получила награду еженедельника The Sunday Times за литературное мастерство (The Sunday Times Award For Literary Excellence). До Ферранте этой награды были удостоены Маргарет Этвуд, Колм Тойбин, Иэн Макьюэн, Кадзуо Исигуро и Эдна О’Брайен.